# Rue Charles-Nicolle
La rue Charles-Nicolle est une voie située dans le quartier de Picpus du 12e arrondissement de Paris.

## Situation et accès
La rue Charles-Nicolle est accessible à proximité par la ligne de métro 8 à la station Montgallet.

## Origine du nom
Cette voie doit son nom à Charles Nicolle (1866-1936), bactériologiste français, directeur de l'Institut Pasteur de Tunis, de 1903 à 1936, et prix Nobel de physiologie ou médecine en 1928.

## Historique
La voie est créée en 1978 dans le cadre de l'aménagement de l'îlot Saint-Éloi (ZAC) sous le nom provisoire de « voie AQ/12 » et prend sa dénomination actuelle par arrêté municipal du 30 août 1978.

## Bâtiments remarquables et lieux de mémoire

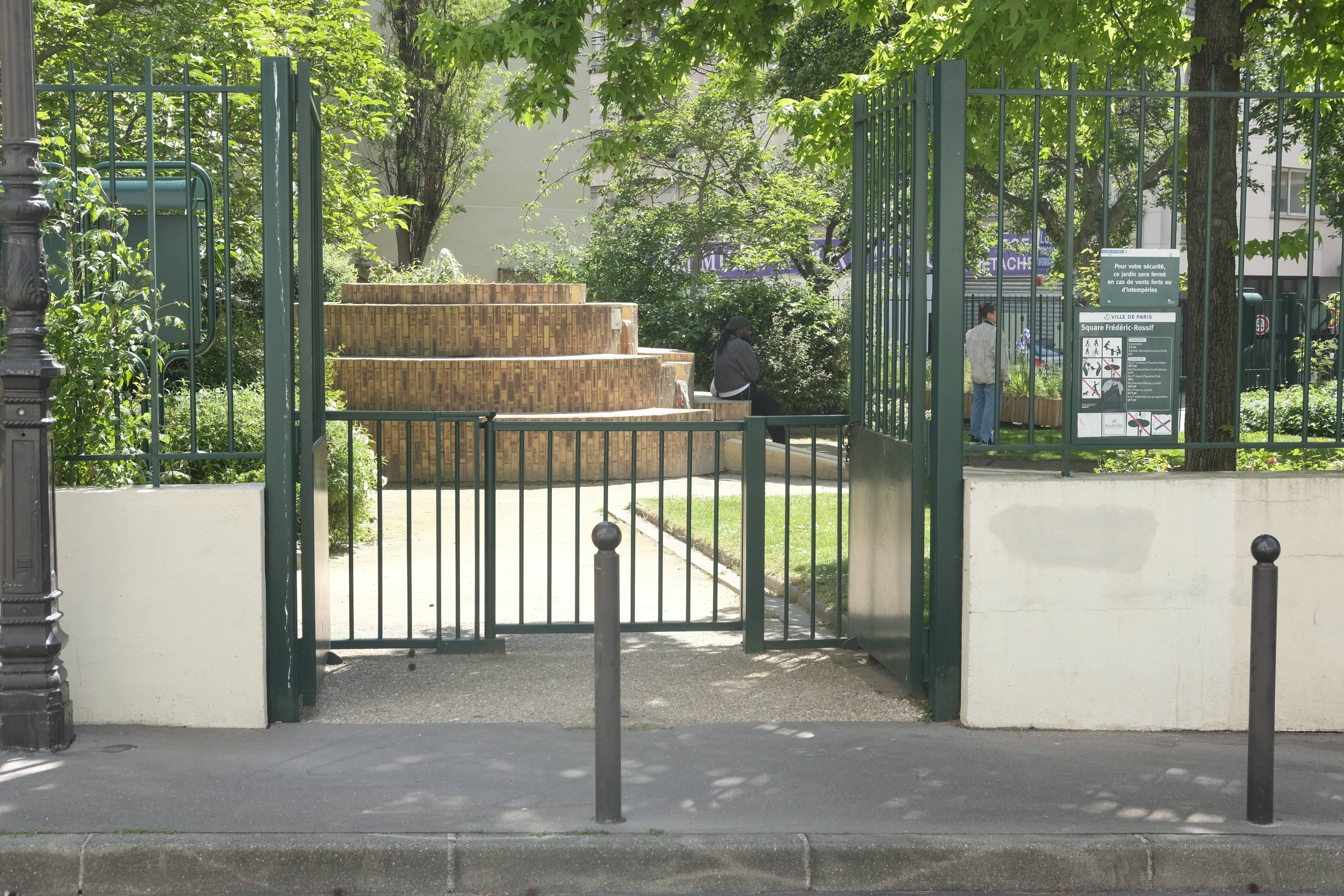
Entrée du square Frédéric-Rossif, côté rue Charles-Nicolle.

- La rue longe le square Frédéric-Rossif.